# William Morrison

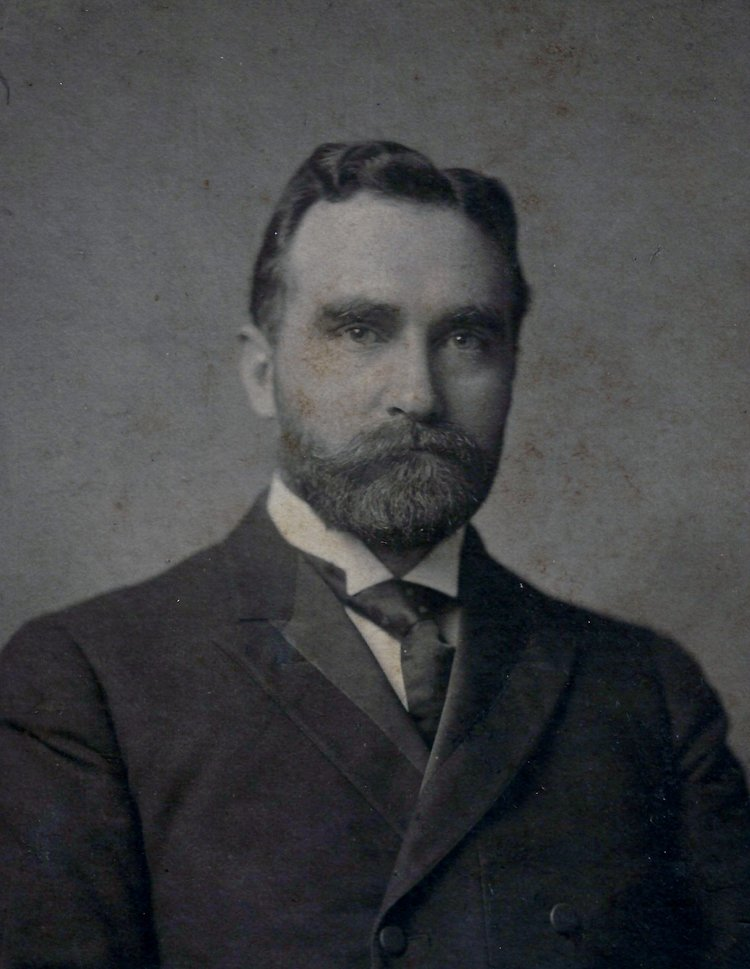
William McCutchan Morrison

William McCutchan Morrison (1867–1918) was een Amerikaanse christelijke missionaris die bekend was vanwege zijn betrokkenheid bij een campagne voor het bekeren van de Congo. Hij is geboren op 10 november 1867, nabij Lexington, Virginia, en afgestudeerd aan de Washington and Lee University in 1887.